# Coenosia nevadensis
Coenosia nevadensis este o specie de muște din genul Coenosia, familia Muscidae, descrisă de Lyneborg în anul 1970. Conform Catalogue of Life specia Coenosia nevadensis nu are subspecii cunoscute.